# Smølferne
Smølferne er en fiktiv race af små blå væsner. De beskrives som 3 æbler høje,[kilde mangler] og bor sammen i en landsby ude i skoven i "Det Glemte Land". Smølferne er fredelige, venligtsindede intelligente væsner, som lader til at have et symbiotisk forhold til de paddehatte, de bor i. De har deres eget sprog, smølfsk, som minder om vores, men hvor ordet "smølf" ofte erstatter både navneord og udsagnsord. Mennesker i smølfernes verden lader til at have vældige problemer med at forstå smølfsk.
Smølferne (fransk: les Schtroumpfs) blev opfundet af den belgiske tegner Pierre Culliford, bedre kendt som Peyo i 1958, hvor de debuterede i Henrik og Hagbart-albummet : "Den fortryllede fløjte". På grund af deres store popularitet skabte Peyo året efter det første album om dem. Her skiftede smølferne også udseende en smule; de blev mere runde og harmoniske, som vi kender dem i dag. 

## Smølfernes hverdag
Smølferne lever en forholdsvis afslappet tilværelse og er organiseret i løse arbejdsgrupper, som varetager forskellige opgaver. Nogle samler forråd i skoven, andre arbejder på dæmningen, og nogle tager ud at rejse, ofte anført af deres leder Gammelsmølf. En stor del af tiden slapper de bare af eller har hjemlige sysler. 
Hver smølf bor i et hus, som er gravet ud af en stor, rummelig paddehat, med døre, vinduer, kamin, møbler og værelser. Disse paddehatte er robuste og kan fx modstå oversvømmelse, men kan ødelægges eller brændes. Da smølferne tilsyneladende kan genopbygge svampene relativt hurtigt fra album til album, antages det at smølferne og svampe er nært forbundet eller endda beslægtet.

## Smølfernes univers
Smølferne lever til hverdag en fredelig tilværelse i Det Glemte Land. Idyllen afbrydes dog jævnligt af påfund fra smølferne selv. De bliver ofte jaget af den onde troldmand Gargamel og hans orange kat Azrael. Gargamel vil skiftevis spise Smølferne, dræbe dem, eller lave dem til guld (han har fundet en gammel bog om alkymi, der siger, at man med 6 smølfer kan lave bly til guld). Hans planer går dog aldrig godt, og han ender altid med at stå tilbage som taberen. 
Derudover har smølferne en masse fjender som ud over Gargamel tæller heksen Hogatha som er en ond, fed, grim og ensom heks, der bærer en orange paryk for at skjule sin skaldethed. Hendes ønske er at gøre sig smuk nok til at der er en mand, der vil forelske sig i hende.
Som hendes navn antyder, fnyser hun og grynter som en gris når hun taler eller griner.
Hun rider rundt på en grib, som hun bruger til at komme rundt på både til smølfernes landsby og til Gargarmels hus.
Hun havde også en magisk medaljon, som var kilden til hendes magiske kræfter, men den blev ødelagt af smølferne. 
Smølferne har dog også venner i skoven, bl.a. Fader Tid og Moder Natur. Uden for skoven bor troldmanden Homnibus, som også optræder i Henrik og Hagbart. Smølferne har desuden et nært forhold til mange mindre dyr og gnavere samt storke, som de ofte rejser på over større afstande; fx til Henrik og Hagbarts land.

## Om smølfernes navne
Smølfernes navne er enten udtryk for et fysisk træk (Gammelsmølf, Stærksmølf, Klumpesmølf, Smølfine), et karaktertræk (Dovensmølf, Drømmesmølf, Dummesmølf, Dydigsmølf, Gnavensmølf, Skæmtesmølf, Ædesmølf, Oj smølf), deres funktion i landsbyen (Bagesmølf, Altmuligsmølf, Bondesmølf, Skræddersmølf, Byggesmølf,) eller blot deres hobby (Digtersmølf, Malersmølf, Musiksmølf, Pyntesmølf).

## Landsbyens befolkning
Oprindeligt var der 98 smølfer med hvide bukser og hvide huer, der alle var hankøn. Langt de fleste er af udseende identiske, mens nogle få skiller sig ud ved hjælp af simple rekvisitter. Pyntesmølfen har fx en blomst i hatten. Andre som fx bondesmølfen har et helt sæt arbejdstøj og ses altid med værktøjer til havebrug.

## Gammelsmølf
Gammelsmølf er den ældste smølf. Han har røde bukser, rød hue og fuldskæg. Han har levet adskillige århundreder og er rimeligvis den modigste og klogeste af smølferne. Han er oftest den, de andre smølfer går til med problemer, og betragtes mere som smølfernes storebror end deres far. Han er forholdsvis antiautoritær og samtidig fornuftens stemme, men er også en smule distræt. Han påtager sig ofte ansvaret for hele landsbyen og er indehaver af en magisk bog, som Gargamel gerne vil have fingre i. Gammelsmølfs magi har ofte store konsekvenser for historiernes udfald. Gammelsmølf er den eneste smølf som taler menneskesprog og oversætter ofte mellem parterne.

## Smølfine
En af Gargamels planer var at sende pigesmølfen Smølfine til smølfernes landsby for at drive dem til vanvid. Med 99 hansmølfer og kun én pige gav det som planlagt en voldsom ballade i den ellers så fredelige landsby. Samtidig arbejdede hun for Gargamel, og det lykkedes hende (ved at lokke Digtersmølf) at oversvømme landsbyen. Da det blev afsløret, at hun arbejdede for Gargamel angrede hun, og smølferne tilgav hende. Hun forlod dog landsbyen for en tid for ikke at være skyld i mere ballade, men vendte senere tilbage og bosatte sig i landsbyen. 
Oprindeligt var Smølfine mørkhåret og ikke videre charmerende, men smølferne faldt alligevel for hende, og efterfølgende lykkedes det Gammelsmølf at gøre noget ved hendes udseende; navnlig gav han hende det tykke, lyse hår. Det påvirkede åbenbart også hendes personlighed i mere heldig retning.

## Andre smølfer
Mens Smølfine boede udenfor landsbyen, blev det tid til at danse de 100 smølfers dans, der ifølge Gammelsmølfs tryllebog skal danses hvert 654. år for at undgå, at Smølferne de næste 654 år skal leve i ulykke. Med kun 99 smølfer gav det et problem, indtil Pyntesmølfs spejlbillede ved et lynnedslag blev levende. Smølfen, der kom ud af det, kaldes enten Spejlsmølf eller blot Smølf nr. 100.
I albummet Småsmølferne blev tre smølfer (Hidsigsmølf, Natursmølf og Balladesmølf) ved en fejltagelse forvandlet til børn, da de kravlede ind i et af Fader Tids ure efter Natursmølfs sommerfugl. Magien kunne ikke laves om, så de måtte finde sig i at forblive børn. Det satte lidt fut i landsbyen, at der pludselig var kommet børn, og som de flest børn var de også ulydige af og til. Da de f.eks. så, at Smølfine var ked af at være den eneste pigesmølf, besluttede de at stjæle Smølfine-formularen fra Gargamel og skabe endnu en Smølfine. Det lykkedes dem at stjæle formularen, men de brugte smølfemål i stedet for menneskemål, og derfor blev resultatet et barn, og ikke en voksen veninde til Smølfine. Den nye småsmølf blev kaldt Smølfette.
Albummet, der efterfulgt Småsmølferne, Babysmølfen gav også landsbyen en ny beboer, Babysmølf, der ved en fejltagelse blev leveret til landsbyen. Smølferne nægtede dog at give ham tilbage, da storken kom for at tage ham med. Fordi de viste Babysmølf så meget kærlighed, fik de lov at beholde ham.

## Samfundskritiske elementer
Flere af de tidlige album om smølferne indeholder emner, som drager paralleller til samtidens sociale udfordringer. På denne måde appellerer smølfernes historier både til børn og voksne.
I historien "Smølfe For og Smølfe Bag" bliver landsbyen opdelt i nord og syd, hvor man taler to forskellige dialekter. I den ene del hedder det eksempelvis en "smølfetrækker", mens man i den anden bydel siger "propsmølfer". Den efterfølgende ballade i landsbyen har racistiske elementer. En enkelt smølf bliver helt udelukket fra begge bydele, fordi han bor præcist på midten, da grænsen trækkes op.
I albummet "Smølf Den Store" beslutter en smølf sig for at dominere landsbyen og eksperimenterer med at få de andre smølfer til at adlyde ordrer. Det giver naturligvis røre i landsbyen og udvikler sig hen ad vejen til noget nær væbnet borgerkrig.

## Smølferne på film
Smølferne debuterede i deres første tegnefilm – Smølferne og den fortryllede fløjte i 1976, i øvrigt sammen med Henrik og Hagbart.
I Hanna & Barberas tegnefilm fra 1980'erne blev der yderligere introduceret nogle smølfer. Først kom Oldesmølf, der havde været Gammelsmølf, da Gammelsmølf var barn. Han var rejst ud for at samle elementer fra de fire verdenshjørner, der skulle bruges til at forny Smølfernes livgivende sten, der lå dybt begravet under landsbyen. Missionen mislykkedes, og han frygtede, at det ville blive Smølfernes endeligt, men med hjælp fra Homnibus og Gammelsmølf lykkedes det at forny stenens magiske egenskaber.
Oldesmølf var ikke den eneste nye smølf. Også Vildsmølf, en smølf, der var blevet tabt af storken på vej til landsbyen, og som var vokset op i en egernfamilie, blev introduceret i tegnefilmene. Senere kom også Oldesmølfs kone Oldemorsmølf, der havde siddet fanget i Slottet Bag Lås og Slå i 500 år, og hendes kæledyr, det røde dyr Smoogle. 
I seriens sidste sæson rejste Smølferne ved hjælp af Oldesmølfs magiske tidskrystaller rundt i tiden. De skulle egentlig levere en Triceratops tilbage til sin egen tid (den havde været frosset inde i en gletsjer), men den magiske nøgle, der skulle samle krystallerne og bringe Smølferne tilbage til deres egen tid, gik desværre tabt, og de måtte forsøge at samle krystallerne manuelt. Det bragte dem rundt til forskellige lande og forskellige tidsaldre, hvor de bl.a. mødte Gargamels forfædre Gargotep (Egypten), McGarg (Skotland) og Gargovich (Rusland). Pga. svigtende seertal blev serien dog lukket, og man fik aldrig at vide, om Smølferne kom hjem
til deres elskede landsby.
Der er i 2011 blevet lavet en animationsfilm i 3D, med titlen Smølferne. Denne film blev i 2013 efterfulgt af filmen Smølferne 2.

## Relateret information
Da tegneserien første gang blev introduceret i Danmark, skete det under navnet Snøvserne. Tidligere, i 1967, havde Benny Andersen dog udgivet sin første bog om en anden snøvs, nemlig Snøvsen og Eigil og katten i sækken. Tegneseriefigurerne af Peyo måtte derfor skifte navn til Smølferne. Smølferne associeres i flere sammenhæng også med sangeren Johnny Reimar som sang om Smølferne i 1977.

## Album på dansk
Interpresse (Snøvserne)
1. Truslen fra Sortsnøvserne (1972)
2. Snøvs den Store (1973)
3. Trolderi-ægget (1973)
4. Troldmandens hævn (1973)

Carlsen if (Smølferne)
- Henrik og Hagbart – Den fortryllede fløjte (1975), smølfernes første udgivelse, dog kun som biroller.
- Henrik og Hagbart – Trolddom og hundekunster (1975), cameo.
- Henrik og Hagbart – Balladen om de syv kilder.
- Henrik og Hagbart – Det glemte land.
- Henrik og Hagbart – Ravnens horde.
- Henrik og Hagbart – Heksenatten.

1. Smølferne og Kraxelikroxen (1976) – Les Schtroumpfs et le Cracoucass (1969)
2. Astrosmølfen & En smølf ikke som de andre (1976) – Le Cosmosschtroumpf & Une Schtroumpf pas comme les Autres (1970)
3. Tryllesmølfen (1977) – L'Apprenti Schtroumpf, Pieges a Schtroumpfs & Le Schtroumpfeur de Pluie (1971)
4. Smølf den Store (1977) – Le Schtroumpfissime (1965)
5. Smølfine (1978) – La Schtroumpfette (1967)
6. De Sorte Smølfer (1978) – Les Schtroumpfs Noirs (1963)
7. Ægget og Smølferne (1979) – L'Oeuf et les Schtroumpfs (1968)
8. Smølfe for og smølfe bag (1979) – Schtroumpf vert et vert Schtroumpf (1972)
9. Smølfesuppen (1979) – La Soupe aux Schtroumpfs (1976)
10. Smølfehistorier (1980) – Histoires de Schtroumpfs (1972)
11. De Olympiske Smølfer (1980) – Les Schtroumpfs Olympiques (1980)
12. Småsmølferne (1989) – Les P'tits Schtroumpfs (1988)
13. Babysmølfen (1990) – Le bebe Schtroumpf (1984)
14. Pilotsmølfen (1991) – L'Aéroschtroumpf (1990)
15. Et Kys til Smølfine (1992) – Een kusje voor de Smurfin (1991)

Cobolt (Smølferne)
- Pengesmølfen (2009)
- Juvelsmølfen (2009)
- Doktor Smølf (2009)
- Den vilde smølf (2010)
- Tjenersmølferne (2011)
- Journalistsmølfen (2011)
- Smølfesalat (2011)
- Skarnsknægten og smølferne (2012)
- Smølfefløjten (2013)
- Costa del Smølf (2012)
- Gammelsmølfinen (2012)
- Smølferne og det gyldne træ (2014)
- Politismølferne (2013)
- Smølferne i bitsernes land (2014)
- Den forelskede troldmand (2015)
- Smølferne og den halve ånd (2017)

## Spin-off
Smølferne fik i 2011 deres egen, internationale dag, nemlig den 25. juni[kilde mangler], som i øvrigt er Peyos fødselsdag.